# Autopista Copper River
La Autopista Copper River y conocida en inglés como Copper River Highway es una pequeña carretera ubicada en el estado de Alaska. La autopista inicia en el Sur en Segunda Calle en Cordova hacia el Norte en el norte del Puente Million Dollar sobre Miles Glacier. La autopista tiene una longitud de 54 km (33.5 mi).

## Mantenimiento
Al igual que las carreteras estatales, las carreteras federales, la Autopista Copper River es administrada y mantenida por el Departamento de Transporte y Servicios Públicos de Alaska por sus siglas en inglés DOT&PF.